# Los Surgentes
Los Surgentes är en ort i Argentina.   Den ligger i provinsen Córdoba, i den centrala delen av landet, 400 km nordväst om huvudstaden Buenos Aires. Los Surgentes ligger 101 meter över havet och antalet invånare är 2 804.
Terrängen runt Los Surgentes är mycket platt. Runt Los Surgentes är det glesbefolkat, med 10 invånare per kvadratkilometer.. Närmaste större samhälle är Camilo Aldao, 17,2 km söder om Los Surgentes.
Trakten runt Los Surgentes består till största delen av jordbruksmark.